# Fort Crawford
Fort Crawford era un forte, sito in Alabama, eretto nel 1816 dall'esercito degli Stati Uniti per stabilizzare l'area di East Brewton e tenere sotto controllo i locali nativi americani.

## Storia
Dopo la guerra creek il generale Andrew Jackson incaricò Edmund P. Gaines della costruzione di un nuovo forte sulla frontiera meridionale per tenere sotto controllo i Creek e i Seminole, con cui una guerra risolutiva stava diventando ormai sempre più certa. Il generale Gaines individuò la zona adatta e incaricò a sua volta il maggiore David E. Twiggs di occuparsi della costruzione materiale del forte.
Twiggs attraversò allora la frontiera nel 1816 e in breve tempo fece costruire il forte dai suoi soldati, battezzandolo in onore del segretario al tesoro William H. Crawford. Fort Crawford aveva una struttura molto semplice, essendo formato solamente da due grandi case di tronchi allineate diagonalmente e da poche altre baracche che formavano con le loro strutture il perimetro delle mura esterne.
Fort Crawford entrò subito in funzione, contenendo i Seminole ad occidente durante la prima guerra seminole e fungendo da campo di prigionia. Già nel 1821 tuttavia il forte esaurì la sua funzione, poiché la Spagna cedette ufficialmente la Florida agli Stati Uniti e i Seminole si ritirarono all'interno delle Everglades, allontanando il fronte di molte centinaia di chilometri. Negli anni seguenti venne progressivamente abbandonato, ed oggi non ne rimangono tracce, tanto che è incerto l'esatto punto della sua ubicazione nella contea di Escambia.